# James Angulo
James Angulo (Tumaco, Colombia, 20 de enero de 1974) es un exfutbolista colombiano que jugaba como delantero y estuvo en clubes de Colombia, Perú, Japón y Ecuador.

## Selección nacional
Fue seleccionado juvenil en la Copa Mundial sub-20 de 1993 que se jugó en Australia.

## Clubes
| Club                    | País     | Año       |
| ----------------------- | -------- | --------- |
| América de Cali         | Colombia | 1993-1994 |
| Independiente Santa Fe  | Colombia | 1994-1995 |
| Deportes Quindío        | Colombia | 1995-1996 |
| América de Cali         | Colombia | 1996-1998 |
| Deportes Quindío        | Colombia | 1998      |
| Deportivo Pasto         | Colombia | 1999      |
| Sport Boys              | Perú     | 2000      |
| Shonan Bellmare         | Japón    | 2000-2001 |
| Alianza Lima            | Perú     | 2001      |
| Juan Aurich             | Perú     | 2002      |
| Centauros Villavicencio | Colombia | 2002-2003 |
| Espoli                  | Ecuador  | 2004      |

## Palmarés

### Campeonatos nacionales
| Título                     | Club                    | País     | Año     |
| -------------------------- | ----------------------- | -------- | ------- |
| Primera División           | América de Cali         | Colombia | 1996/97 |
| Campeonato Descentralizado | Alianza Lima            | Perú     | 2001    |
| Primera B                  | Centauros Villavicencio | Colombia | 2002    |

### Distinciones individuales
| Distinción                                                                 | Año  |
| -------------------------------------------------------------------------- | ---- |
| Máximo goleador del Torneo Apertura (13 goles) - Primera División del Perú | 2000 |